# Rhacophorus indonesiensis
Rhacophorus indonesiensis es una especie de anfibio anuro de la familia Rhacophoridae.

## Distribución geográfica
Esta especie es endémica de la isla de Sumatra en Indonesia.

## Etimología
El nombre de la especie está compuesto de indonesi y del sufijo latino -ensis que significa "que vive, que habita", y se le dio en referencia al lugar de su descubrimiento, Indonesia.

## Publicación original
- Hamidy & Kurniati, 2015: A new species of tree frog genus Rhacophorus from Sumatra, Indonesia (Amphibia, Anura). Zootaxa, n.º 3947, p. 49–66.[3]